# Copiula
Copiula es un género de ranas de la familia Microhylidae que es endémico de la isla de Nueva Guinea.

## Especies
Se reconocen las siguientes 16 especies:
- Copiula alpestris (Zweifel, 2000)
- Copiula annanoreenae Günther, Richards & Dahl, 2014
- Copiula bisyllaba Günther & Richards, 2020
- Copiula derongo (Zweifel, 2000)
- Copiula exspectata Günther, 2002
- Copiula fistulans Menzies & Tyler, 1977
- Copiula guttata (Zweifel, 2000)
- Copiula lennarti Günther, Richards & Dahl, 2014
- Copiula major Günther, 2002
- Copiula minor Menzies & Tyler, 1977
- Copiula mosbyae Günther & Richards, 2020
- Copiula obsti Günther, 2002
- Copiula oxyrhina (Boulenger, 1898)
- Copiula pipiens Burton & Stocks, 1986
- Copiula rivularis  (Zweifel, 2000)
- Copiula tyleri Burton, 1990